# Aegialites marinensis
Aegialites marinensis és una espècie de coleòpter de la família Salpingidae. Es troba a California (EUA).